# Monte Polis
Monte Polis es un pico de montaña que alcanza los 1.895 m, ubicado en la frontera entre las provincias de Ifugao y la provincia de la montaña en las Filipinas. Está considerado como la tercera montaña más alta en la provincia de Ifugao y la montaña número 124 por su altura en Filipinas.
En diciembre de 1899, Emilio Aguinaldo, el presidente de la Primera República Filipina, atravesó un paso en la montaña en el camino desde el paso de Tirad a la provincia de Abra mientras huía de las fuerzas estadounidenses durante la guerra filipino-estadounidense.